# Булдеев, Александр Иванович
Александр Иванович Булдеев (15 августа 1885, с. Горелое, Мелитопольский уезд, Таврическая губерния, Российская империя — 5 декабря 1974, Нью-Йорк; похоронен в Свято-Троицком монастыре в Джорданвиле) — русский поэт, переводчик, журналист и юрист. В годы Второй мировой войны сотрудничал с оккупационными властями.

## Биография
Родился в 1885 году в семье священника. Его отец, Иван Павлович Булдеев (1855—1938), был арестован по обвинению в контрреволюционной деятельности и расстрелян. С 11-летнего возраста публиковал стихи и статьи сначала в ялтинской газете, а затем в ряде журналов Москвы и Санкт-Петербурга. Окончил филологический факультет Санкт-Петербургского университета и юридический факультет Московского. Печатал стихи в петербургском альманахе «Студенчество» (1906). В 1910 году  опубликовал книгу стихов «Потерянный Эдем». Входил в кружок пропагандистов творчества И. Ф. Анненского под руководством А. А. Альвинга, основателя издательства «Жатва» и литературного объединения «Кифара». В 1912 году напечатал статью «И. Ф. Анненский  как поэт». До революции сотрудничал с журналами «Северное сияние», «Жатва», «Нива», «Журнал для всех» и некоторыми другими.
С 1917 года находился в Омске, печатался в газете «Сибирская речь». Не позднее мая 1917 года в Омске публиковал в местных газетах стихи из своей новой книги «Нить» (осталась неизданной). В 1918—1920 годах — активный участник омского литературно-художественного кружка (наряду с Г. В. Масловым, Н. М. Подгоричани и др.). Выступал в колчаковской печати как литературный критик. Утверждения об официальной службе Булдеева «в военных и гражданских учреждениях белогвардейского режима адмирала Колчака» документально не подтверждены. После окончания Гражданской войны переехал в Крым, где занимался юридической практикой. Также переводил литературные произведения с крымскотатарского языка. Соавтор сценария немого фильма «Алим — крымский разбойник». В 1922 году участвовал в альманахе «Помощь» («Из Верхарна: Бедняки» и «На Алтае»). В 1931 году был арестован, но выпущен по ходатайству К. Тренёва, своего бывшего подзащитного.
После прихода немецких оккупантов — редактор газеты «Голос Крыма» (март 1942 — октябрь 1943). С газетой сотрудничали поэт Дмитрий Кленовский и прозаик Борис Ширяев. В 1943 году редакция «Голоса Крыма» стала выпускать постоянные ежемесячные приложения — «Мир женщины», «Женский листок» (с 21 мая 1943 года) и «Молодость» (с 18 июля 1943 года), которые выходили до осени 1943 года. Был также главным редактором толстого «ежемесячного литературно-политического журнала» «Современник» (Симферополь, единственный номер — 1943) и крестьянской газеты «Земледелец Тавриды» (1943), которая выходила три раза в неделю.
С октября по ноябрь 1942 года находился в командировке в Германии (в это время обязанности редактора исполнял Наумов). Участник неудачной попытки создания «Партии истинно русских людей».
В 1943 году выехал с семьёй в Германию. В Германии в марте — мае 1945 был главным редактором печатного органа военно-воздушных сил РОА — газеты «Наши Крылья». Сведения о его аресте британскими оккупационными властями после падения гитлеровского режима, предании суду и оправдании недостоверны — в действительности Булдеев летом 1946 года оказался не в британской, а в американской оккупационной зоне — в Швайнфурте, где выдал себя за уроженца Бессарабии, этнического поляка «А. Булдевича» (под этим именем выпущена его поэма о Серафиме Саровском).
В мае 1949 года перебирался в США. Редактировал антисоветские издания на русском языке «Бюллетень политзаключенных» и газету «Русь».
Жена: Елена Александровна Булдеева (1889—1974), сын: Иван Александрович Булдеев (1924 — ?).

## Сочинения
- Потерянный эдем: Стихи. — М.: т-во Скоропеч. А. А. Левенсон, 1910. — 162 с.
- И. Ф. Анненский как поэт // Жатва, 1912. — Кн. III. — С. 195—219.
- Татарский поэт Чобан-заде // «Голос Крыма», 1942.
- Александръ Булдевичъ. Радость моя: Преподобный Серафимъ Саровскiй (Поэма). — Jordanville, N.Y.: Holy Trinity Monastery, 1949 (Тип. преп. Iова Почаевскаго). — 40 с.